# Беннетт, Барбара
Барбара Джейн Беннетт (англ. Barbara Bennett; 13 августа 1906 — 8 августа 1958) — американская актриса немого кино.

## Биография
Беннетт родилась в актёрской семье, она была дочерью актёра Ричарда Беннетта и актрисы Эдриэнн Моррисон, чьим отцом был театральный актёр Льюис Моррисон. Её сестрами были актрисы Констанс и Джоан Беннетт.
Беннетт была замужем три раза. Её первым мужем стал тенор Мортон Дауни. Они поженились 28 января 1929 года, в семье было пятеро детей: приемный сын Майкл, дочь Лорелл, и сыновья Мортон Дауни-младший, который получил известность в качестве телеведущего, Энтони и Кевин. Пара развелась в июне 1941 года. Беннетт позже вышла замуж за актёра Эддисона Рэндалла, популярного актёра кино и певца того времени. 16 июля 1945 года Рэндалл умер после перенесенного сердечного приступа и падения с лошади во время съемок фильма The Royal Mounted Rides Again. Беннетт вышла замуж за Лорана Супренанта в 1954 году. Они оставались вместе до её смерти четыре года спустя.
Барбара Беннетт совершила самоубийство за пять дней до своего 52-летия в Монреале.

### На английском языке
- Brian Kellow (2004). The Bennetts: An Acting Family. University Press of Kentucky, 576 pages. ISBN 978-0-8131-2329-5